# Іван Багатий
Іван Багатий (*д/н —бл. 1698) — український політичний та військовий діяч доби Гетьманщини. Гетьман Ханської України (1696–1698).

## Життєпис
Про Івана Багатого обмаль відомостей. 1696, за пропозицією кримського хана Селіма I, призначається Гетьманом українських територій, які була вільна від впливів Московщини та Речі Посполитої. Забезпечував захист тилів Подільського еялету та здійснював військові акції у Правобережному Гетьманаті в інтересах Османської імперії.
1698, під час походу війська Лівобережного Гетьманату до Причорномор'я на чолі з Іоанном Мазепою, серед козаків з'явився лист «гетьмана ханською милістю» Івана Багатого. У ньому він закликав лівобережців відмовитися від московської протекції і запитував їх, чому вони так вірно служать «тим іудам-москалям», адже ті «за допомогою вашої праці і вашої мужності» зміцнюють свою державу. А тому закликав переходити під протекцію Кримської Держави.
Того ж року брав участь у поході хана Кримського ханства Каплан-Ґерая проти Речі Посполитої, що завершився поразкою союзників у битві під Підгайцями на Галичині.